# Župnija Maribor – Sveti križ
Župnija Maribor – Sveti križ je rimskokatoliška teritorialna župnija Dekanije Maribor Mariborskega naddekanata, ki je del Nadškofije Maribor.

## Sakralni objekti
- Cerkev Svetega križa, župnijska cerkev